# Ignazio Villa
Ignazio Villa (Milano, 1813 – Roma, 2 aprile 1895) è stato uno scultore e pittore italiano.

## Biografia
Nella sua carriera da pittore dipinse prevalentemente scene mitologiche e sacre, che ritratti, come scultore si specializzò invece nella produzione di scene storiche o mitologiche quasi a grandezza naturale.
Nel 1872 espose a Milano la statua semicolossale raffigurante Archimede che brucia le navi di Marcello con specchi concavi e La sera che indica ai popoli il riposo, il silenzio e la calma. Nel 1884 espose a Torino un gruppo equestre raffigurante Una lotta e una statua in marmo intitolata La scoperta di Archimede. Tra le sue altre opere si ricordano: un dipinto di un gruppo in scala 3/4 rappresentante Diomede che precipita Pantasilea nello Scamandro, la Toilette di Venere, L'Aurora che sveglia i popoli dal sonno, Agar guarisce Samuele e altre statue di temi biblici e mitologici.
Nel 1847 progettò per la propria famiglia Palazzo Villa (anche noto come Casa Rossa) a Firenze, uno degli esempi di architettura neogotica più interessanti in Italia.
Fu nonno di Mario Sironi, artista poliedrico fra gli iniziatori del movimento artistico del Novecento nel 1922 a Milano.
Fu nominato Cavaliere dell'Ordine della Corona d'Italia e Accademico al Merito da molte accademie e istituti d'arte in Italia.